# Sigurður Eggerz
Sigurður Eggerz, né le 1er mars 1875 à Borðeyri et mort le 16 novembre 1945 à Reykjavik, était un homme d'État islandais. Il a occupé le poste de Ministre d'Islande de 1914 à 1915 puis il devient Premier Ministre de 1922 à 1924. 
Il est un des hommes politiques qui a fondé le Parti de l'indépendance en 1929.